# Pilea filipes
Pilea filipes är en nässelväxtart som beskrevs av Henry Hurd Rusby. Pilea filipes ingår i släktet pileor, och familjen nässelväxter. Inga underarter finns listade i Catalogue of Life.